# Czimra Gyula
Czimra Gyula (Budapest, 1901. január 3. – Budapest, 1966. július 16.) magyar festőművész.

## Életpályája
Szülei: Czimra József asztalossegéd és Blazsenák Rozália voltak. Az Iparművészeti Iskola esti tagozatán tanult. Műszaki rajzolóként tevékenykedett. 1923-ban Párizsban Lucien Simon oktatta, majd Paizs Goebel Jenővel Barbizonban dolgozott együtt. 1928-ban Nagybányán, 1929-től a szentendrei művésztelepen dolgozott. 1933-tól Rákoshegyen élt.

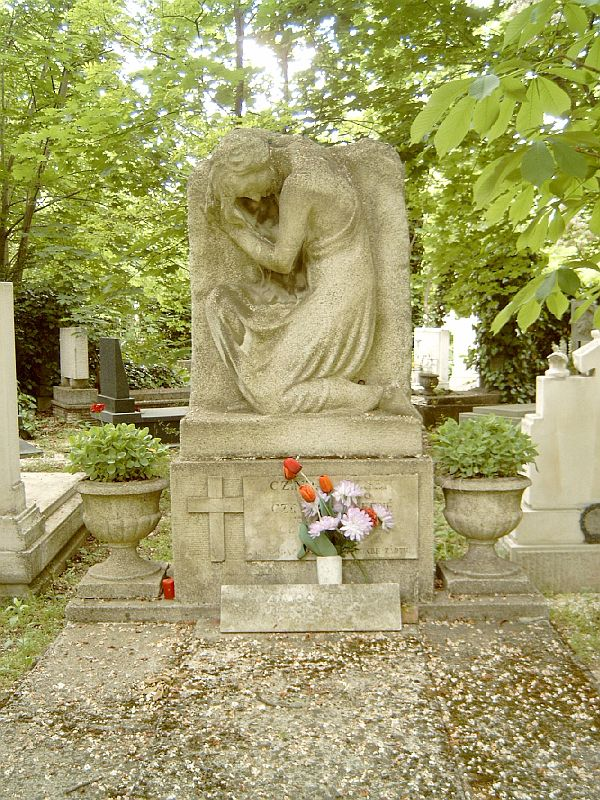
Sírja Budapesten. Új köztemető: 92-1-61/62

Sírja az Új köztemetőben található.

## Magánélete
1930. november 30-án házasságot kötött Zombory Etelkával.

## Művei
- Szentendrei táj (Gőzhajó utca) (1932)
- Március (Hóolvadás) (1932)
- Önarckép szalmakalappal (1934)

## Díjai
- Rákoshegyért díj (2007, posztumusz)[5]